# Treschenu-Creyers
Treschenu-Creyers – miejscowość i dawna gmina we Francji, w regionie Owernia-Rodan-Alpy, w departamencie Drôme. W 2013 roku populacja ówczesnej gminy wynosiła 126 mieszkańców. 
Dnia 1 stycznia 2019 roku połączono dwie wcześniejsze gminy: Châtillon-en-Diois oraz Treschenu-Creyers. Siedzibą gminy została miejscowość Châtillon-en-Diois, a nowa gmina przyjęła jej nazwę. 